# Geoffrey Miller
Geoffrey F. Miller (nascido em 1965, em Cincinnati) é um psicólogo evolutivo americano e profressor associado de psicologia na Universidade do Novo México conhecido por sua especialização na seleção sexual nos humanos e por sua visão da evolução  do cérebro humano por meio da seleção sexual como ornamentação sexual.